# Onthophagus navarretorum
Onthophagus navarretorum là một loài bọ cánh cứng trong họ Bọ hung (Scarabaeidae).